# Istochimica

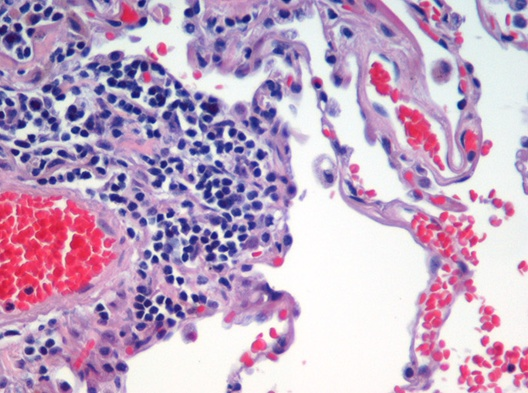
Campione istologico del tessuto polmonare umano colorato con ematossilina ed eosina.

L'istochimica è lo studio della composizione chimica delle strutture dei tessuti biologici attraverso metodi microscopici.

## Metodi di colorazione
I metodi di colorazione istochimica e citochimica richiedono due condizioni:
- la sostanza deve essere immobilizzata nella sua posizione originale;
- la sostanza deve essere identificata mediante una reazione che sia specifica o per essa o per il gruppo chimico al quale appartiene.

Esempi di colorazioni molto utilizzate, in ambito istochimico, sono la colorazione con ematossilina eosina (ematossilina ed eosina), quella di Ziehl-Neelsen e la reazione PAS. La reazione al blu di Prussia per l'emosiderina è un altro classico esempio. Allo stesso modo gli enzimi possono essere evidenziati applicando un opportuno substrato.
L'immunoistochimica è una metodica diagnostica di laboratorio che sfrutta reazioni del tipo antigene-anticorpo utilizzando substrati cromogeni per l'evidenziazione.
| Controllo di autorità | Thesaurus BNCF 20093 |